# La Tour-de-Sçay
La Tour-de-Sçay är en kommun i departementet Doubs i regionen Bourgogne-Franche-Comté i östra Frankrike. Kommunen ligger i kantonen Marchaux som tillhör arrondissementet Besançon. År 2022 hade La Tour-de-Sçay 323 invånare.

## Befolkningsutveckling
Antalet invånare i kommunen La Tour-de-Sçay
Referens:INSEE